# والدین نسبتاً عجیب و غریب
والدین نسبتاً عجیب و غریب (به انگلیسی: The Fairly OddParents) یک مجموعه انیمیشن تلویزیونی آمریکایی به کارگردانی بوچ هارتمن است که از سال ۲۰۰۱ تا اکنون بر روی شبکه نیکلودئون در حال پخش می باشد.

داستان این مجموعه ، ماجراهای روزمره تیمی ترنر، یک پسر نوجوان است که به او یک پدرخوانده و مادرخوانده پری به نام های کازمو و واندا اعطا شده است.

## بازیگران
- تارا استرانگ در نقش تیمی ترنر و پووف
- درن نوریس در نقش کازمو و آقای ترنر
- سوزان بلیکسلی در نقش واندا و خانم ترنر
- گری دلیسل در نقش ویکی
- مدی تیلور در نقش اسپارکی
- کارلوس الازراکی در نقش دنزل کروکر
- کاری والگرن در نقش کلویی کرمیچل

## فیلم
مجموعه فیلم سه قسمتی نسبتاً عجیب و غریب ، برگرفته از این انیمیشن سریالی است.